# 倒锤线
倒锤线是技术分析中，K线圖的一種形態，是在下降趋势之后发现的形态，通常被视为趋势反转信号。上升趋势中的類似形態會称为流星。

## 图案
该形态由一个小的实体，和一根长的上影线组成，上引线至少是短小实体的两倍大。其主体应位于交易区间的低位，该区域中应很少或没有实体出现。
K線图形态的长上影线表明买家在该交易形成期间的某个时间点推动价格上涨，但遇到抛售压力，促使价格回落至开盘价附近。当遇到倒锤线时，交易者通常会检查下一周期是否有更高的开盘价和收盘价，以将其确认为看涨信号。

## 外部連結
- onlinetradingconcepts.com 上的倒锤 （页面存档备份，存于）
- candlecharts.com 上的倒锤信息 （页面存档备份，存于）